# Ahmed Essyad
Ahmed Essyad   (Salé, 1939) és un compositor marroquí.

## Biografia
Va conèixer Max Deutsch al Centre Francès d'Humanisme Musical (Aix-en-Provence) i va romandre allà durant trenta anys com a deixeble, segons les seves paraules. Va ingressar al recentment creat Conservatori de Rabat (dirigit per Jacques Bugard, 1919-2006), abans d'anar a França el 1962 per treballar amb Max Deutsch.
És autor de diverses òperes, inclosa L'Eau per Radio France. Forma part del consell musical de la Fundació Príncipe Pierre de Monaco per a la música contemporània.

## Obres (selecció)
- Sultanes, suite electroacústica (1973)
- Identité, cantata (1975)
- Le Collier des ruses (1977)
- L'Eau, òpera (1982)
- Le cycle de l'eau per a flauta i piano
- L'Exercice de l'Amour, òpera lleugera (1995)
- Mririda, òpera (2016, creat al Festival Música d'Estrasburg)

## Distincions
- Grand Prix national de la musique (1994)